# Ácido telúrico
O ácido telúrico, ou mais precisamente ácido ortotélurico, é um composto químico com a fórmula química Te(OH)
6
, frequentemente escrito como H
6TeO
6
 ou, em alguns casos, H
2TeO
4 • 2H
2O
. É um sólido cristalino branco composto de moléculas octaédricas de Te(OH)
6
 que persistem em solução aquosa. No estado sólido, existem duas formas, romboédrica e monoclínica, e ambas contêm moléculas octaédricas de Te(OH)
6
, contendo um átomo de telúrio (Te) hexavalente, no estado de oxidação +6, ligado a seis grupos hidroxila (–OH), portanto, pode ser chamado de hidróxido de telúrio (VI). O ácido telúrico é um ácido fraco que é dibásico, formando sais de telurato com bases fortes e sais de hidrogenotelurato com bases mais fracas ou por hidrólise de teluratos em água. É usado como fonte de telúrio na síntese de catalisadores de oxidação.

## Preparação
O ácido telúrico é formado pela oxidação do telúrio ou do dióxido de telúrio com um agente oxidante poderoso, como o peróxido de hidrogênio, o trióxido de cromo ou o peróxido de sódio.
TeO
2 + H
2O
2 + 2H
2O→ Te(OH)
6
A cristalização de soluções de ácido telúrico abaixo de 10°C produz ácido telúrico tetra-hidratado Te(OH)
6
·4H2O. É um agente oxidante, como mostrado pelo potencial de eletrodo para a reação abaixo, embora seja cineticamente lento em suas oxidações. 
Te(OH)
6 + 2H+ + 2e–
 ⇌ TeO
2 + 4H
2O
 , Eo = +1,02V
O cloro, em comparação, é +1,36V e o ácido selenoso é +0,74 V em condições oxidantes.

## Propriedades e reações
O ácido anidro é estável no ar a 100°C, mas acima disso ele desidrata para formar ácido polimetatelúrico, um pó branco higroscópico (composição aproximada (H
2TeO
4)
10
), e ácido alotelúrico, um xarope ácido de estrutura desconhecida (composição aproximada: 3H
2TeO
4
·4H
2O
). 
Sais típicos do ácido contêm os ânions [TeO(OH)
5]– e [TeO
2(OH)
4]2–
. A presença do íon telurato TeO2–
4
 foi confirmado na estrutura do estado sólido de Rb
6[TeO
5][TeO
4]
. O forte aquecimento a mais de 300°C produz a modificação cristalina α do trióxido de telúrio, α-TeO
3
. A reação com diazometano (CH
2N
2
) fornece o éster hexametílico, Te(OCH
3)
6
.
O ácido telúrico e seus sais contêm principalmente telúrio hexacoordenado. Isso é verdade mesmo para sais como o telurato de magnésio, MgTeO
4
, que é isoestrutural com molibdato de magnésio e contém octaedros TeO
6
.

## Outras formas de ácido telúrico
Ácido metatelúrico, H
2TeO
4
, o análogo de telúrio do ácido sulfúrico, H
2SO
4
, é desconhecido. Ácido alotelúrico de composição aproximada 3H
2TeO
4
·4H2O, não é bem caracterizado e pode ser uma mistura de Te(OH)
6
 e (H
2TeO
4)
n.

## Outros ácidos de telúrio
Ácido teluroso, H
2TeO
3
, contendo telúrio em seu estado de oxidação +4, é conhecido, mas não bem caracterizado. Telureto de hidrogênio, H
2Te
, é um gás instável, tóxico e com odor extremamente desagradável que forma ácido telurídrico após adição à água.